# Cerodontha fujianica
Cerodontha fujianica este o specie de muște din genul Cerodontha, familia Agromyzidae, descrisă de Chen și Wang în anul 2003. Conform Catalogue of Life specia Cerodontha fujianica nu are subspecii cunoscute.